# هولواي رود (محطة مترو أنفاق لندن)
هولواي رود (بالإنجليزية: Holloway Road)‏ هي إحدى محطات [مترو أنفاق] [لندن]. تقع على خط (بيكاديلي) أفتتحت في المنطقة (Zone) رقم (2) أفتتحت في [15] [ديسمبر] [1906].

## معرض صور

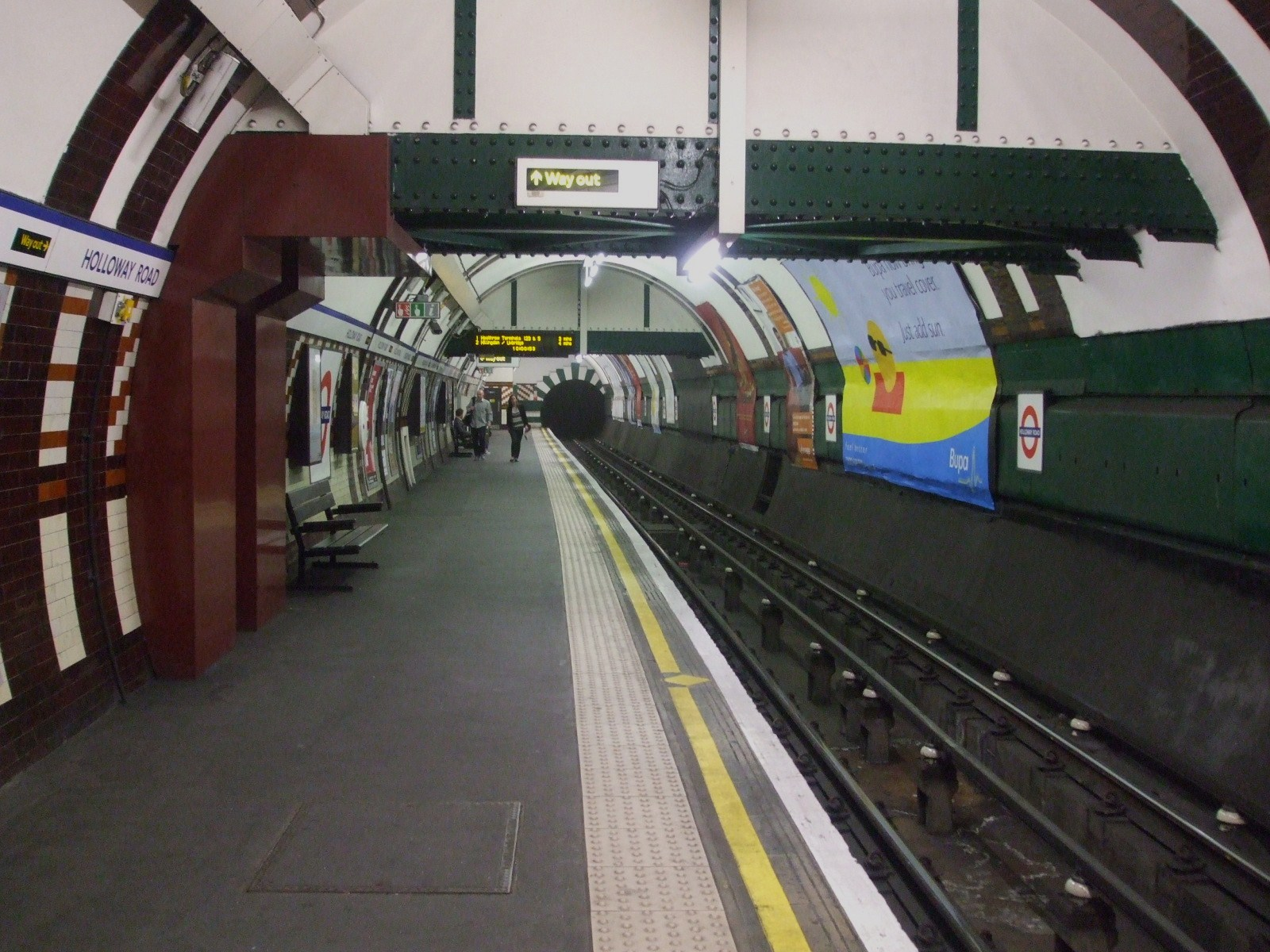
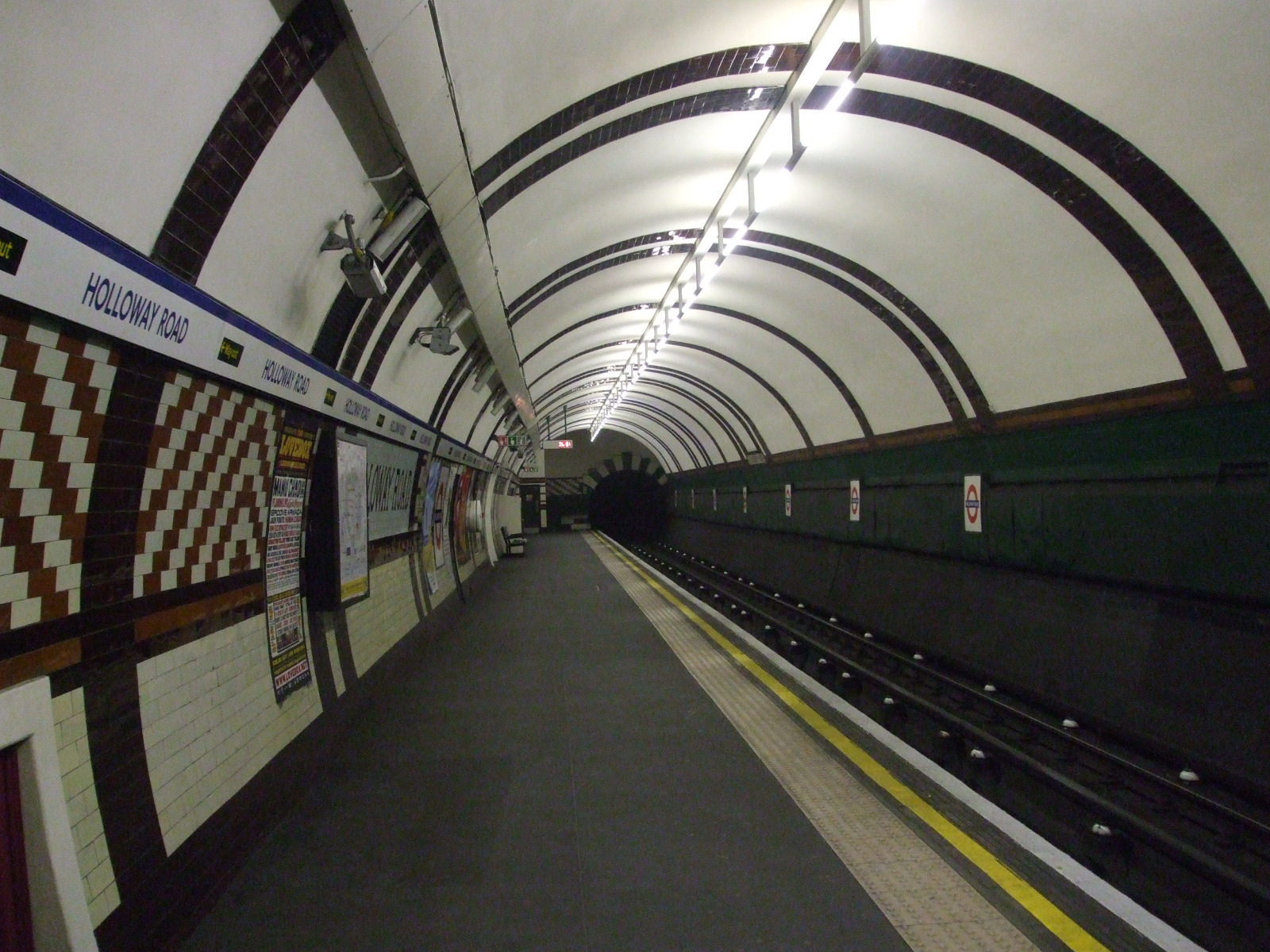
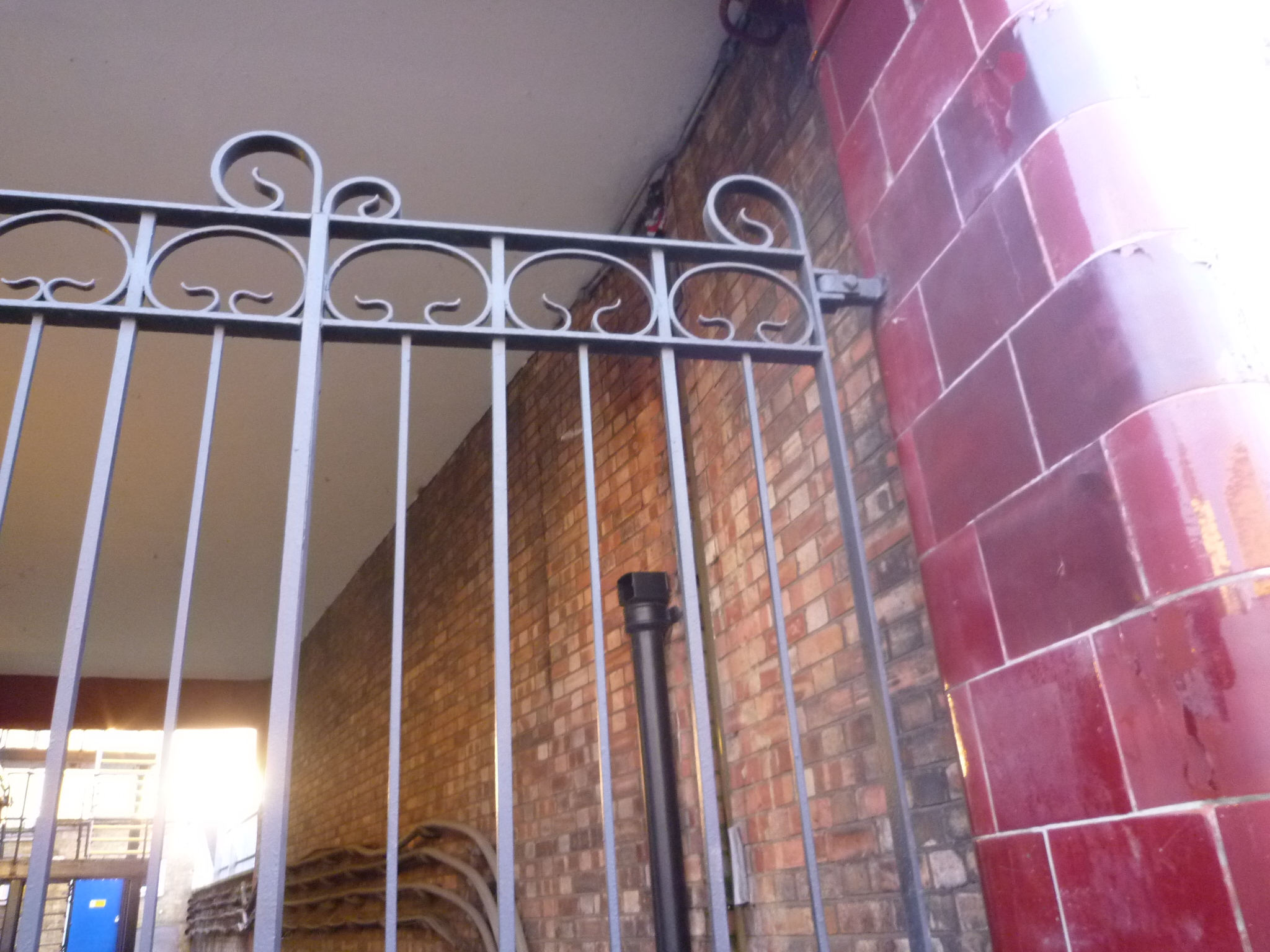
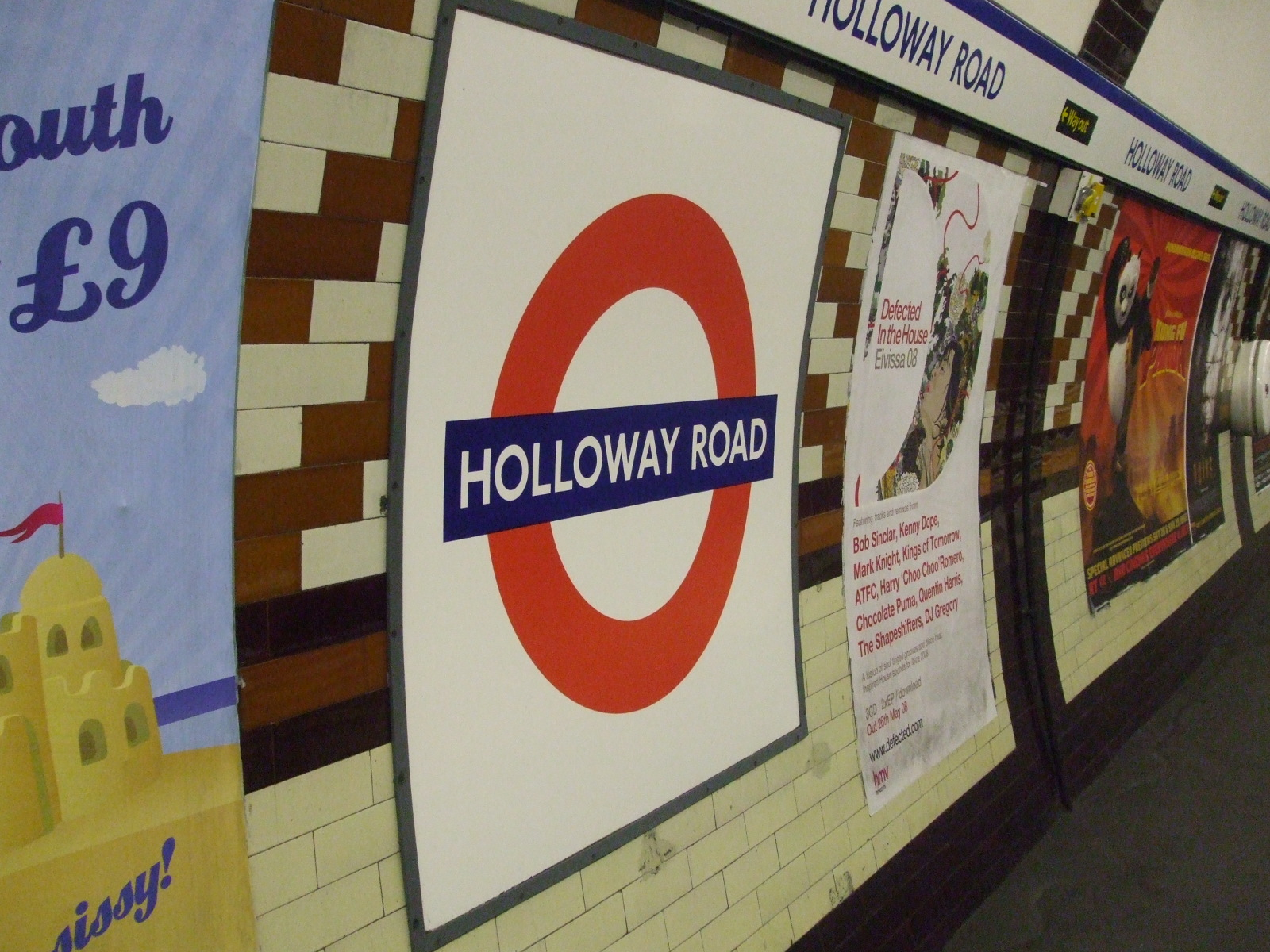
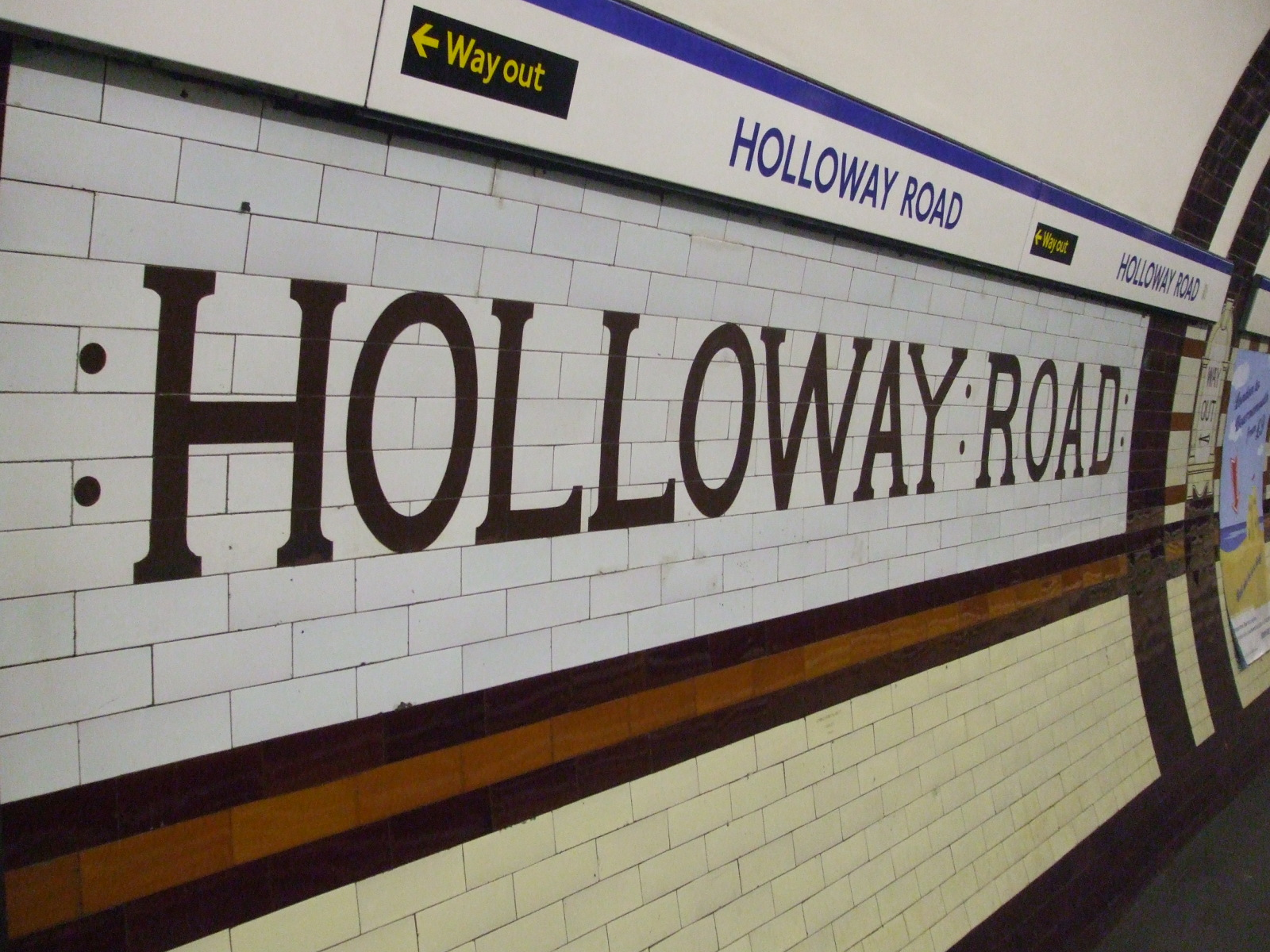